# لو أمبيرز
لو أمبيرز (بالإنجليزية: Lou Ambers)‏ مواليد 8 نوفمبر 1913 في نيويورك - الوفاة 24 أبريل 1995، كان ملاكم أمريكي سابق صنّف ضمن فئة الوزن الخفيف.

## إحصائيات
خاض خلال مسيرته 102 نزالا، فاز في 88 وتعادل في 6 وخسر في 8. فاز بالضربة القاضية في 29 نزالا.

## روابط خارجية
- لو أمبيرز على موقع بوكس ريك (الإنجليزية) (registration required)